# Czarni Lwów
Czarni Lwów – polski klub piłkarski (później wielosekcyjny sportowy, m.in. z sekcjami: hokeja na lodzie, lekkoatletyczną, narciarską, tenisa ziemnego i bokserską), założony we Lwowie w sierpniu 1903, jako I. Lwowski Klub Piłki Nożnej „Sława” Lwów przez uczniów I i II Szkoły Realnej. Rozwiązany we wrześniu 1939 roku.
Przez niemal sto lat powszechnie – choć mylnie – uznawany za najstarszy zespół piłkarski utworzony przez Polaków na ziemiach polskich. Najstarszym zespołem była Lechia Lwów założona kilka dni wcześniej niż Czarni Lwów.
Współzałożyciel Związku Polskiej Piłki Nożnej (w 1911), a po odzyskaniu niepodległości Polskiego Związku Piłki Nożnej (w 1919) oraz Ligi Piłki Nożnej (w 1926).
Jeden z najbardziej znanych klubów sportowych ze Lwowa. Jego drużyna piłkarska przez 7 sezonów występowała w polskiej I lidze, rozgrywając w niej w sumie 164 mecze, w których zdobyła 141 punktów, przy bilansie bramkowym: 120–186. Sekcja hokejowa dwukrotnie z rzędu plasowała się na podium mistrzostw Polski, w 1935 zdobywając złoty medal.

## Historia
Chronologia nazw:
- 1903: I. LKPN [Lwowski Klub Piłki Nożnej] „Sława”
- 1905: I. LKPN „Czarni”
- 1909: I. LKPN „Czarni” we Lwowie
- 1910: I. LKS [Lwowski Klub Sportowy] „Czarni” we Lwowie
- 1936: I. WCKS [Wojskowo-Cywilny Klub Sportowy] „Czarni” Lwów
- 1939: klub rozwiązano

### Założenie klubu

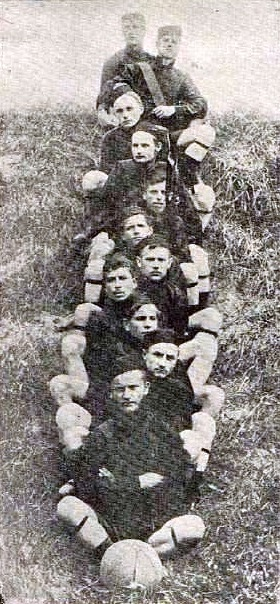
Pierwsi gracze Czarnych

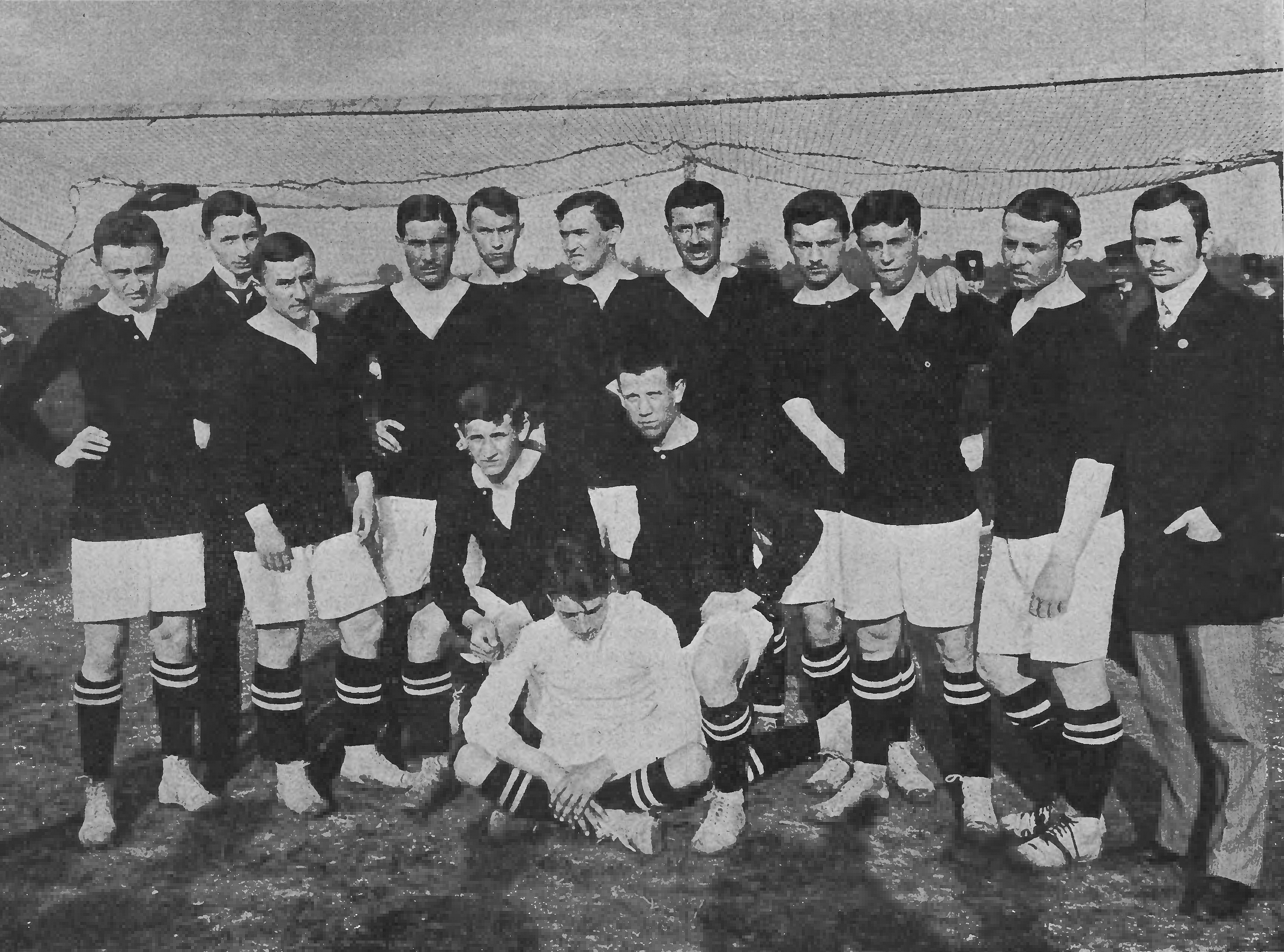
Czarni Lwów (1909)

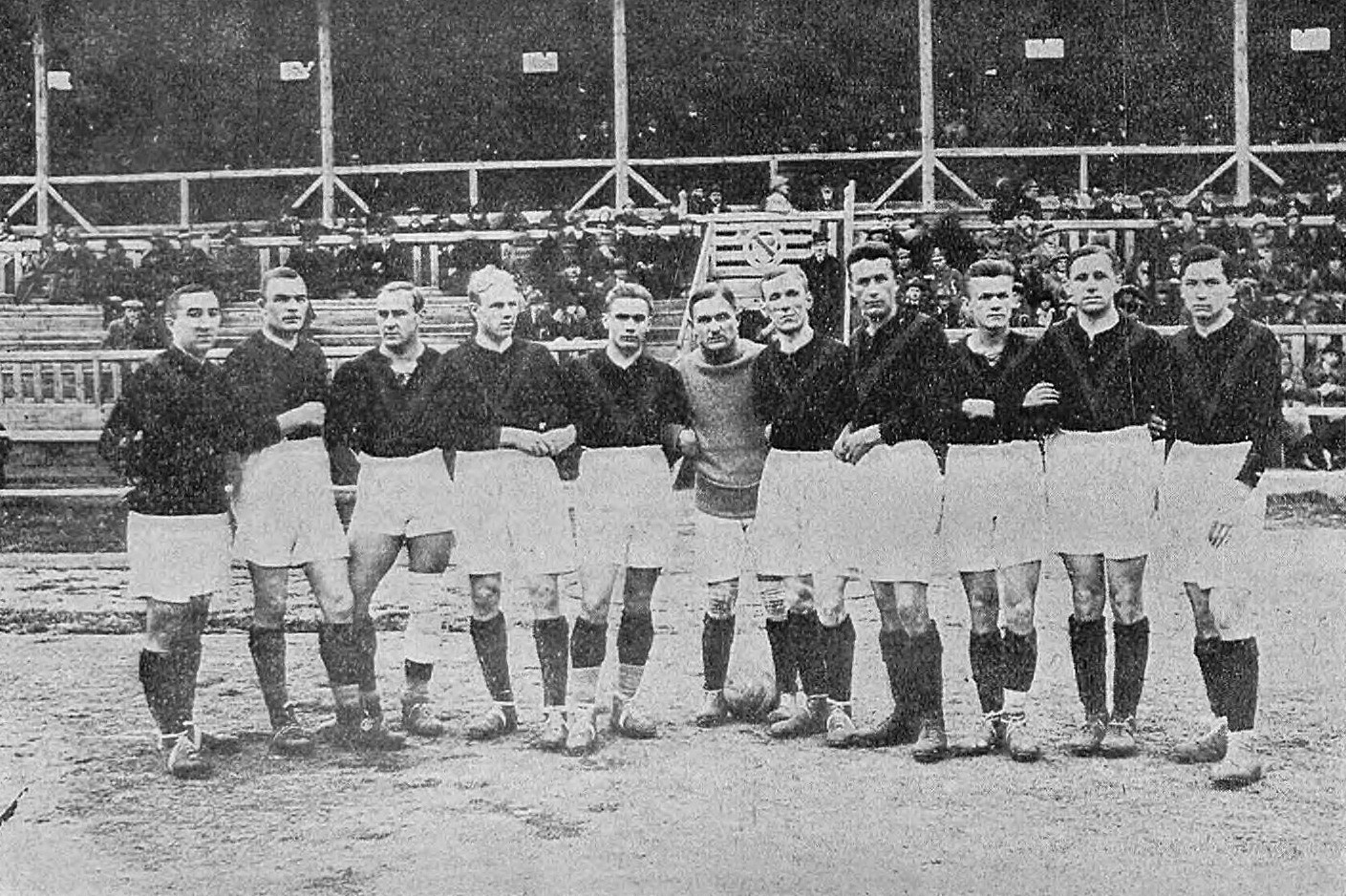
Czarni Lwów (1924)

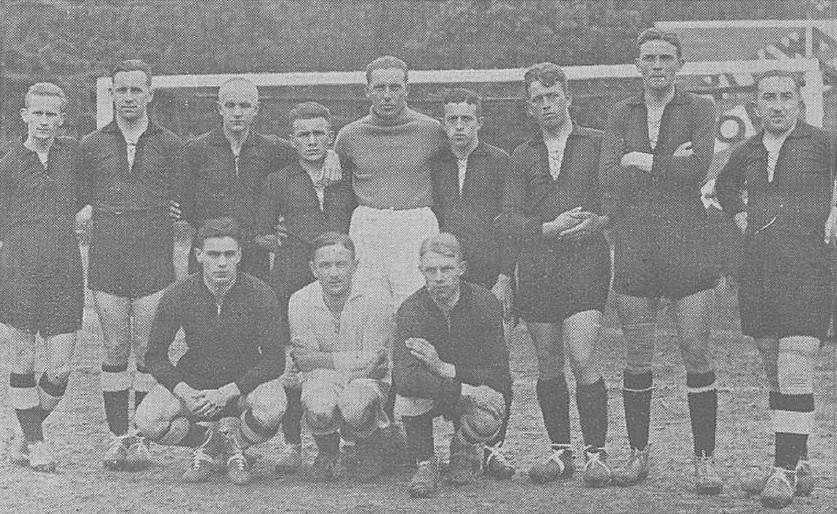
Czarni Lwów (1927)

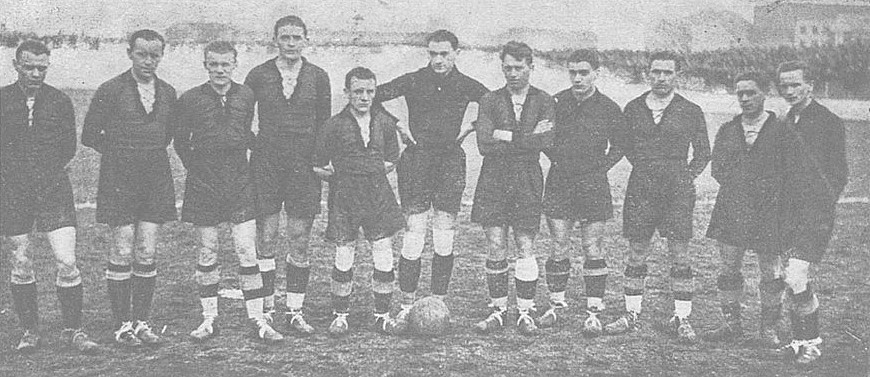
Czarni Lwów (1928)

Początki piłki nożnej we Lwowie sięgają roku 1899, gdy do miasta dotarła książka The Football Association, przetłumaczona z języka angielskiego. W latach 1900–1903 w I szkole realnej we Lwowie uczniowie uprawiali różne dyscypliny sportu, w tym piłkę nożną. Przed rozpoczęciem roku szkolnego, w sierpniu 1903 roku jedenastu chłopców tej szkoły założyło I. Lwowski Klub Piłki Nożnej „Sława”.
Do powstania przyczynili się uczniowie: bracia Henryk i Marian Bilorowie (późniejsi oficerowie artylerii Wojska Polskiego) oraz Walery Pappius. Pomysłem Henryka Bilora była nazwa klubu z uwagi na kolor noszonych dresów sportowych.
Prezesem został jeden z założycieli – Kazimierz Sołtyński. W tym samym roku rozegrano dwa pierwsze mecze, wygrane 2:0 i 3:0 z drużyną uczniów szkół średnich. Rok później zdecydowano przyjąć czarno – czerwone barwy i w 1905 roku przyjęto nazwę I. Lwowski Klub Piłki Nożnej „Czarni”. Piłkarze rozgrywali mecze w czarnych koszulach z czerwonym pasem i czarnych spodenkach. Pierwszy oficjalny mecz rozegrano w maju 1906 przeciwko Klubowi Gimnastyczno-Sportowemu przy IV Gimnazjum we Lwowie (późniejszej Pogoni), remisując 1:1. 9 lipca 1908 r. zatwierdzono statut klubu i aż do roku 1913 tę datę uznawano za dzień powstania „Powidlaków”. 20 lutego 1909 r. zmieniono nazwę na I. Lwowski Klub Piłki Nożnej „Czarni” we Lwowie, a 22 listopada następnego roku na I. Lwowski Klub Sportowy „Czarni” we Lwowie, aby podkreślić wielosekcyjność klubu.
W 1911 roku Czarni pojechali do Krakowa i w meczu z Cracovią przegrali 0:3, a dzień później (7 maja) przegrali 0:12 z reprezentacją Austrii. W tym samym roku klub został współzałożycielem Polskiego Związku Piłki Nożnej. 16 maja 1912 w ramach zapasów kwalifikacyjnych o I klasę Czarni zremisowali z Pogonią Lwów 2:2, a 6 października 1912 – w tych samych rozgrywkach – wygrali z AZS Kraków 6:1. W 1913 klub jednak nie przystąpił do jedynej dokończonej edycji piłkarskich mistrzostw Galicji. Rok później „Powidlaki” do tych rozgrywek zakwalifikowali się, a w 1914 w chwili rozpoczęcia wojny plasowali się na 2. miejscu w tabeli.

### Po wojnie
Po zakończeniu działań militarnych i odzyskaniu przez Rzeczpospolitą niepodległości Czarni stali się jednym z głównych organizatorów życia piłkarskiego w kraju. 18 czerwca 1920 – w ramach propagowania polskości na Górnym Śląsku – zagrali z tamtejszą reprezentacją, zwyciężając 8:3. Wcześniej jednak zainaugurowali rozgrywki o pierwsze mistrzostwo Polski (we lwowskiej klasie A) – 6 czerwca 1920 ulegając Pogoni 1:3 (0:3), a 13 czerwca 1920 zwyciężając 6:0 (2:0) Polonię Przemyśl. Na skutek agresji bolszewickiej zmagania te przerwano, a w kolejnych sześciu edycjach zawsze lepsi okazywali się rywale zza miedzy. Najbliżej końcowego triumfu byli rok później, plasując się w końcowej tabeli na 1 pozycji ex-aequo z Pogończykami. W decydujących o awansie do fazy finałowej MP'1921 barażach ulegli odwiecznym rywalom – 29 maja 1921 0:5 (0:2), a 19 czerwca 1921 1:2 (1:0). W dniach 24, 29, 30 czerwca i 1 lipca 1923 odbyły się obchody 20-lecia istnienia klubu Czarni Lwów, podczas których zorganizowano turniej z udziałem gospodarzy oraz Pogoni Lwów, Cracovii i Wisły Kraków, a ponadto do użytku został oddany nowy park i poświęcono kamień węgielny pod dom turystyczny w Sławsku. Zorganizowane również turniej, w którym uczestniczyła lwowska Pogoń, a także dwa zespoły z Krakowa: Wisła i Cracovia. Przełom nastąpił w grudniu 1926, gdy uformowano nowoczesną ligę, w której miejsce znaleźli i Czarni. Debiut wypadł okazale, bowiem 3 kwietnia 1927 godz. 16:00 „Powidlaki” ograli w Poznaniu Wartę 3:0 (2:0), a pierwszego gola zdobył Władysław Sawka. Premierowy sezon ligowy „Powidlaki” ukończyli na bezpiecznym 9. miejscu, a w środku stawki uplasowali się także rok później.
Pierwszy poważniejszy kryzys przyszedł w edycji 1929, gdy w końcowej tabeli o zaledwie 1 punkt wyprzedzili obydwu spadkowiczów – Klub Turystów Łódź i 1. FC Katowice. Jeszcze bardziej łaskawy los okazał się w sezonie 1932, gdy jedyny spadkowicz Polonia Warszawa okazał się gorszy wyłącznie bilansem bramkowym. W międzyczasie zmieniono nazwę z „Klubu Piłkarskiego” na „Klub Sportowy”, bowiem w pod szyldem Czarnych powstawały kolejne sekcje, z których największe sukcesy odniosła hokejowa. W sierpniu 1931 stadion im. Marszałka Józefa Piłsudskiego zyskał nowoczesne żelbetowe trybuny, bowiem kilka tygodni wcześniej stary, drewniany obiekt – na skutek podpalenia przez ukraińskich nacjonalistów – doszczętnie spłonął. W jego odbudowie wydatnie pomogły dobrowolne składki większości polskich klubów sportowych, co dobitnie świadczyło o niewątpliwej estymie jaką powszechnie darzono Czarnych w całym kraju i ich pozycji na sportowej mapie II Rzeczypospolitej.

### Spadek i lwowska A-klasa
W sezonie 1933 Czarni świętowali jubileusz 30-lecia klubu. 1 lipca rozegrano z tej okazji mecz z Gedanią Gdańsk oraz odsłonięto pomnik marszałka Józefa Piłsudskiego na froncie stadionu. Po zakończeniu sezonu 1933 drużyna piłkarska po raz jedyny została zdegradowana z I ligi, jednak – jak się później okazało – już nigdy do niej nie powróciła. Spadek nastąpił w dość specyficznych okolicznościach i był bezpośrednio związany z reformą najwyższej klasy rozgrywkowej. Po raz pierwszy w historii ekstraklasa została bowiem podzielona na dwie równorzędne 6-zespołowe grupy, z których do fazy finałowej promocję uzyskiwały po 3 czołowe każdej z nich. W grupie wschodniej Czarni pechowo zajęli 4 lokatę (1 punkt za ŁKS Łódź), przez co w drugiej części sezonu musieli walczyć o utrzymanie. W grupie spadkowej zajęli przedostatnie miejsce, opuszczając tym samym szeregi ekstraklasy. Od tego czasu „Powidlaki” występowali wyłącznie we lwowskiej lidze okręgowej, bezskutecznie próbując awansować do ligi. W 1936 po raz ostatni doszło do zmiany nazwy na I. Wojskowo-Cywilny Klub Sportowy „Czarni” Lwów, pod którą występowano do chwili samorozwiązania we wrześniu 1939.

## Sukcesy
- Mistrzostwa Polski w piłce nożnej:
  - 8. miejsce w I lidze: 1928[6]

## Poszczególne sezony
Wyniki ze wszystkich sezonów Czarnych Lwów
| Sezon     | Rozgrywki ligowe       | Rozgrywki ligowe                     | Rozgrywki ligowe | Uwagi |
| Sezon     | Liga                   | Liga                                 | Miejsce          | Uwagi |
| --------- | ---------------------- | ------------------------------------ | ---------------- | --- |
| 1920      | II                     | Klasa A (Lwowski OZPN)               |                  | Pierwsze wielkie derby Lwowa pomiędzy Czarnymi a Pogonią w polskich rozgrywkach. Rozgrywki niedokończone.                 |
| 1921      | II                     | Klasa A (Lwowski OZPN)               | 2/2              | |
| 1922      | II                     | Klasa A (Lwowski OZPN)               | 2/5              | |
| 1923      | II                     | Klasa A (Lwowski OZPN)               | 2/6              | |
| 1924      | II                     | Klasa A (Lwowski OZPN)               | 2/6              | |
| 1925      | Puchar Lwowskiego OZPN | Puchar Lwowskiego OZPN               | 2/6              | |
| 1926      | II                     | Klasa A (Lwowski OZPN)               | 2/6              | Po sezonie Czarni współtworzyli Ligę.                                                                                     |
| 1927      | I                      | Liga                                 | 9/14             | |
| 1928      | I                      | Liga                                 | 8/15             | |
| 1929      | I                      | Liga                                 | 11/13            | Rochus Nastula królem strzelców.                                                                                          |
| 1930      | I                      | Liga                                 | 9/12             | |
| 1931      | I                      | Liga                                 | 10/12            | |
| 1932      | I                      | Liga                                 | 11/12            | |
| 1933      | I                      | Liga                                 | 11/12            | Ostatnie ligowe wielkie derby Lwowa z Pogonią. 4. miejsce w grupie wschodniej, a następnie 5. miejsce w grupie spadkowej. |
| 1933      | I                      | Liga                                 | 11/12            | Spadek po barażach. |
| 1934      | II                     | Liga okręgowa (Lwowski OZPN)         | 1/10             | 2. miejsce w grupie III eliminacji do Ligi.                                                                               |
| 1935      | II                     | Liga okręgowa (Lwowski OZPN)         | 1/11             | 1. miejsce w grupie III eliminacji do Ligi; 2. miejsce w grupie finałowej.                                                |
| 1936      | II                     | Liga okręgowa (Lwowski OZPN, gr. II) | 2/5              | |
| 1936/1937 | II                     | Liga okręgowa (Lwowski OZPN)         | 4/12             | |
| 1937/1938 | II                     | Liga okręgowa (Lwowski OZPN)         | 1/14             | 3. miejsce w grupie III eliminacji do Ligi.                                                                               |
| 1938/1939 | II                     | Liga okręgowa (Lwowski OZPN)         | 3/13             | |
| 1939/1940 | II                     | Liga okręgowa (Lwowski OZPN)         | 3/11             | Rozgrywki przerwane po dwóch kolejkach przez wybuch II wojny światowej.                                                   |

## Derby Lwowa
Wielkimi derbami Lwowa określane były mecze pomiędzy Czarnymi i Pogonią Lwów. W 14 meczach "Powidlaki" wygrywały dwa razy, osiem razy Pogoń, a czterokrotnie padł remis. Najwyższe zwycięstwo zanotowano w pierwszych derbach, 10 kwietnia 1927, 3:1 u siebie. Najwyższa porażka to sezon 1928, 4:0 na wyjeździe.
| Mecze w I lidze |                     |        |                   |
| Mecze           | Zwycięstwa Czarnych | Remisy | Zwycięstwa Pogoni |
| 14              | 2                   | 4      | 8                 |

### Pozostali rywale
Meczach z dwoma innymi lwowskimi rywalami – Lechią i Hasmoneą nigdy nie zakończyły się remisem. Oba mecze z "zielono-białymi" skończyły się zwycięstwami Czarnych, natomiast w rywalizacji z ŻKSem jest remis - po dwie wygrane.
| Mecze w I lidze |                     |        |                     |
| Mecze           | Zwycięstwa Czarnych | Remisy | Zwycięstwa Lechii   |
| 2               | 2                   | 0      | 0                   |
| Mecze           | Zwycięstwa Czarnych | Remisy | Zwycięstwa Hasmonei |
| 4               | 2                   | 0      | 2                   |

## Wszystkie nazwy klubu
- 1903 – I. Lwowski Klub Piłki Nożnej „Sława”
- 1905 – I. Lwowski Klub Piłki Nożnej „Czarni”
- 20 lutego 1909 – I. Lwowski Klub Piłki Nożnej „Czarni” we Lwowie
- 22 listopada 1910 – I. Lwowski Klub Sportowy „Czarni” we Lwowie
- 1 listopada 1936 – I. Wojskowo–Cywilny Klub Sportowy „Czarni”

## Barwy i herb
Czarni posiadają czerwono-czarne barwy. Od nich pochodzi przydomek drużyny – „Powidlaki”. Pierwszym kompletem strojów jaki posiadała drużyna były czarne koszule, od których pochodzi nazwa klubu.
Herb Czarnych jest białym okręgiem, w którego obwód wpisane jest złotą czcionką „I. Lwowski Klub Sportowy”. W środku znajduje się biała tarcza przedzielona w poprzek czarno-czerwonym pasem, na którym umieszczono złoty napis „Czarni”. Pod spodem widnieje data założenia klubu, 1903, zaś na górze (w zależności od wersji) – piłka lub litera „C”.
Piłkarze „Powidlaków” na koszulkach nosili duża literę „C” w kolorze czerwonym w czerwonym okręgu. Znajdowała się ona na sercu, w miejscu gdzie zwykle znajduje się herb drużyny.

## Kibice i rywale
Lwów był w okresie przedwojennym podzielony pomiędzy kibiców Czarnych i Pogoni. Fani obu klubów nie darzyli się sympatią i na derbach Lwowa widać było podział na „Powidlaków” i „Pogoniarzy”. Inne kluby lwowskie nie wyróżniały się tak jak Czarni i Pogoń, miały mniejsze grono kibiców (np. żydowska Hasmonea czy pierwszy polski klub piłkarski – Lechia). Rywalizacja odbywała się też na linii Lwów – Kraków. Mecze pomiędzy drużynami z tych miast cieszyły się ogromnym prestiżem i wyzwalały dodatkowe emocje wśród kibiców.

## Zestawienie wszystkich trenerów
Aż do roku 1930 trenerami „Powidlaków” byli pracownicy klubowi zajmujący się sprawami technicznymi, zajmowali się więc treningiem jako ludzie nie przygotowani do tego typu zadań.
| Trenerzy Czarnych | Trenerzy Czarnych | Trenerzy Czarnych |
| Trener            | Od                | Do                |
| ----------------- | ----------------- | ----------------- |
| Johan Strnad      | 1930              | 1932              |
| Ödön Bodor        | 1933              | 1935              |
| Walerian Pappius  | 1936              | do końca          |

## Zestawienie wszystkich prezesów
| Wszyscy prezesi Czarnych   | Wszyscy prezesi Czarnych | Wszyscy prezesi Czarnych |
| Prezes                     | Od                       | Do                       |
| -------------------------- | ------------------------ | ------------------------ |
| inż. Kazimierz Sołtysiński | sierpień 1903            | początek 1907            |
| Józef Wróbel               | początek 1907            | lipiec 1908              |
| Marian Bilor               | lipiec 1908              | grudzień 1908            |
| dr Władysław Hojnacki      | grudzień 1908            | listopad 1911            |
| red. Bronisław Laskownicki | listopad 1911            | marzec 1912              |
| dr Leonard Stahl           | marzec 1913              | styczeń 1924             |
| dr Zygmunt Rucker          | 22 stycznia 1924         | 1925                     |
| Tadeusz Höflinger          | 1925                     | 1928                     |
| Adam Koc                   | 1928                     | 1932                     |
| Ignacy Cieślikowski        | 1932                     | 1934                     |
| dr Zdzisław Stroński       | 20 stycznia 1934         | 9 lutego 1936            |
| płk Ludwik Bittner         | 9 lutego 1936            | styczeń 1938             |
| Ludwik Frankowski          | 21 stycznia 1938         | 21 października 1938     |
| płk Ludwik Bittner         | 21 października 1938     | do końca                 |

## Klubowe rekordy
- Najwięcej meczów w barwach – 143 Franciszek Chmielowski
- Najwięcej goli – 57 Rochus Nastula
- Królowie strzelców – Rochus Nastula w sezonie 1929
- Najmłodszy zawodnik – Antoni Wronka, 17 lat 87 dni
- Najmłodszy strzelec gola – Antoni Wronka, 17 lat 97 dni
- Najstarszy zawodnik – Stefan Witkowski, 38 lat 298 dni
- Najstarszy strzelec gola – Stefan Witkowski, 36 lat 188 dni
- Najwyższa wygrana w lidze – 6:0 z 1.FC Katowice 16 czerwca 1929 w Katowicach
- Najwyższa porażka w lidze – 0:8 z Cracovią 1 listopada 1929 w Krakowie[11]

### Rekordy indywidualne
| Najwięcej meczów ligowych | Najwięcej meczów ligowych | Najwięcej meczów ligowych |
| Lp.                       | Zawodnik                  | Mecze                     |
| ------------------------- | ------------------------- | ------------------------- |
| 1.                        | Franciszek Chmielowski    | 143                       |
| 2.                        | Stanisław Olejniczak      | 102                       |
| 3.                        | Kazimierz Piłat           | 99                        |
| 4.                        | Stefan Witkowski          | 98                        |
| 5.                        | Władysław Sawka           | 95                        |

| Najwięcej goli ligowych | Najwięcej goli ligowych | Najwięcej goli ligowych |
| Lp.                     | Zawodnik                | Bramki                  |
| ----------------------- | ----------------------- | ----------------------- |
| 1.                      | Rochus Nastula          | 57                      |
| 2.                      | Władysław Sawka         | 40                      |
| 3.                      | Franciszek Chmielowski  | 23                      |
| 4.                      | Augustyn Drzymała       | 22                      |
| 5.                      | Roman Żurkowski         | 16                      |

| Najwięcej meczów ligowych | Najwięcej meczów ligowych | Najwięcej meczów ligowych |
| Lp.                       | Zawodnik                  | Mecze                     |
| ------------------------- | ------------------------- | ------------------------- |
| 1.                        | Franciszek Chmielowski    | 143                       |
| 2.                        | Stanisław Olejniczak      | 102                       |
| 3.                        | Kazimierz Piłat           | 99                        |
| 4.                        | Stefan Witkowski          | 98                        |
| 5.                        | Władysław Sawka           | 95                        |

| Najwięcej goli ligowych | Najwięcej goli ligowych | Najwięcej goli ligowych |
| Lp.                     | Zawodnik                | Bramki                  |
| ----------------------- | ----------------------- | ----------------------- |
| 1.                      | Rochus Nastula          | 57                      |
| 2.                      | Władysław Sawka         | 40                      |
| 3.                      | Franciszek Chmielowski  | 23                      |
| 4.                      | Augustyn Drzymała       | 22                      |
| 5.                      | Roman Żurkowski         | 16                      |

| Królowie strzelców ligi polskiej | Królowie strzelców ligi polskiej | Królowie strzelców ligi polskiej |
| Sezon                            | Zawodnik                         | Bramki                           |
| -------------------------------- | -------------------------------- | -------------------------------- |
| 1929                             | Rochus Nastula                   | 25                               |

## Inne sekcje
Czarni posiadali wiele sekcji poza piłkarską. W klubie działały także sekcje: bokserska, tenisowa, narciarska, lekkoatletyczna.